# アル・ムハッラク・クラブ
アル・ムハッラク・クラブ（アラビア語: نادي المحرق الرياضي, 英語: Al-Muharraq SC）は、バーレーンの都市ムハッラクにホームを置くサッカークラブである。「アル・ムハラク」と表記されることもある。

## 歴史
1928年に創設された、ムハッラク島で最古のスポーツクラブである。本拠地とする収容人数20,000人のアル・ムハッラク・スタジアム（スタジアムはアラード地区にある）は、バーレーンでもっとも古いスポーツ競技場のひとつである。
1957年に始まった国内リーグにおいては、これまでのシーズンの過半数に優勝しており優勝回数は33回（2015シーズン終了時）に上る。
2008年にはAFCカップに優勝し、大陸規模のタイトルを獲得した最初のバーレーンクラブになった。

## タイトル

### 国内タイトル
- リーグ：35回
  - 1957, 1958, 1960, 1961, 1962, 1963, 1964, 1965, 1966, 1967, 1970, 1971, 1973, 1974, 1976, 1980, 1983, 1984, 1986, 1988, 1991, 1992, 1995, 1999, 2001, 2002, 2004, 2006, 2007, 2008, 2009, 2011，2015, 2018, 2025
- キングスカップ：33回
  - 1952, 1953, 1954, 1958, 1959, 1961, 1962, 1963, 1964, 1966, 1967, 1972, 1974, 1975, 1978, 1979, 1983, 1984, 1989, 1990, 1993, 1995, 1996, 1997, 2002, 2005, 2008, 2009, 2011, 2012, 2013, 2016, 2020
- FAカップ：5回
  - 2005, 2009, 2012, 2020, 2021
- クラウンプリンスカップ：5回
  - 2001, 2006, 2007, 2008, 2009
- スーパーカップ：3回
  - 2006, 2013, 2018

### 国際タイトル
- AFCカップ：2回
  - 2008, 2021
- GCCチャンピオンズリーグ：1回
  - 2012

## AFC大会での成績
- アジアクラブ選手権: 5回出場
  - 1985-86 - 予選ラウンド
  - 1987-88 - 予選ラウンド
  - 1989-90 - グループステージ棄権
  - 1992-93 - グループステージ
  - 1993-94 - グループステージ
- AFCカップ: 4回出場
  - 2006 - 準優勝
  - 2007 - グループステージ
  - 2008 - 優勝
  - 2009 - グループステージ
  - 2013 - 準々決勝
  - 2021 - 優勝
- アジアカップウィナーズカップ: 1回出場
  - 1990-91 - 準優勝
  - 1994-95 - 2回戦

## 歴代所属選手
- モハメド・サルミーン 2000-2002, 2007-2009，2010-
- アブドゥラー・オマル 2006-2009
- サイイド・ムハンマド・ジャアファル 2007-
- イスマイール・アブドゥラティフ
- スレイマン・アル＝サルマン 2012
- フィリピーニョ 2016-